# Кирпичний Завод (Соль-Ілецький міський округ)
Кирпи́чний Заво́д (рос. Кирпичный Завод) — селище у складі Соль-Ілецького міського округу Оренбурзької області, Росія.

## Населення
Населення — 543 особи (2010; 578 у 2002).
Національний склад (станом на 2002 рік):
- росіяни — 63 %